# 日本犯罪学会
日本犯罪学会（にほんはんざいがっかい、英: The Japanese Association of Criminology）は、犯罪学関連学会や専門分野の研究と実践活動に関する最新の成果と情報を提供し、犯罪学の研究深化と発展を目的とする学会である。
主な事業活動は学術講演会の開催及び機関誌の発行などである。機関誌は、犯罪学雑誌（年6回発行）。会員数、550人（2014年2月現在）。

## 学術奨励賞
- 日本犯罪学会賞（1件／年）
- 日本犯罪学会学術奨励賞（2件／年）

## 主な出来事
- 1971年（昭和46年）10月30日、第10回総会に、保安処分の導入に反対する学生約60人が乱入。総会が中止となった[2]。